# Katherine Haataja
Katherine Elina Haataja, född Hannikainen 16 februari 1969, är en svensk-finsk mezzosopran och entreprenör, känd för sitt arbete som förespråkare för unga operakonstnärer. 

## Biografi
Haataja föddes i Olofström i Sverige av en svensk mor och finsk far. Hon är en ättling till Hannikainen, en släkt av kompositörer och författare. Pietari Hannikainen var hennes fars farfars farfar. Hon växte upp i Helsingfors i Finland och studerade klassisk sång vid Paris konservatorium och senare vid Trinity College I London. Hon inledde sin karriär som operasångare men slutade när hon blev sjuk med bröstcancer.
Haataja uppträdde i olika operahus i Europa och hennes roller inkluderade Cherubino i Le Nozze di Figaro  Zerlina i Don Giovanni, Annius i La clemenza di Tito av WA Mozart, Angelina i La Cenerentola av G. Rossini, Tigrinda i Orlando finto pazzo av A. Vivaldi och Carlotta i Die schweigsame Frau av Richard Strauss. Hon har arbetat med dirigenter och regissörer som Steven Devine, Steuart Bedford, Elgar Howarth, Stephen Unwin och David Fielding.
Haataja, hennes make och deras två barn bodde i Balkanregionen i många år och efter ett gästuppträdande i Le Nozze di Figaro vid Sofias nationalopera initierade Haataja stiftelsen Operosa 2006. Enligt hennes åsikt erbjöd de lokala operahusen inte tillräckligt många möjligheter för unga sångare och att repertoaren till största delen var för tung och inte stödde en lämplig utveckling av unga operaröster. Stiftelsen stöder alla operatalanger i sina studier och tidiga karriär. Haataja talar ofta vid internationella operakonferenser och förespråkar om hur viktigt det är att återuppliva opera för den unga publiken. Hon undervisar också privat, och på mästarkurser och bidrar som jurymedlem vid internationella sångtävlingar.

## Operosa
Sedan 2006 har Haatajas arbete med Operosa sträckt sig från Bulgarien till Serbien och till Montenegro. Invigningsfestivalen hölls 2007 med föreställningar av Don Giovanni av Mozart på Euxinograd slott i Varna vid Svarta havets kust i Bulgarien. 2011 inrättade hon Operosas kontor i Belgrad i Serbien där Operosa Academia-aktiviteter inleddes. År 2014 lanserade hon det första årliga operaevenemanget i Montenegro. Operafestivalen i Montenegro fortsätter att främja unga operatalanger och äger rum varje sommar i fästningarna Kanli Kula och Forte Mare i Gamla stan i Herceg Novi vid Adriatiska havet i Montenegro.

## Inspelningar
- Perle - ett album med operaarier med Sofia Symphonic Orchestra under ledning av Nayden Todorov ; 2007[16]